# دارمشتات 98
دارمشتات 98 هو نادي كرة قدم ألماني مقرهه في مدينة دارمشتات، هيس. تأسس النادي في 22 أيار/مايو 1898 تحت اسم نادي أولمبيا دارمشتات.
تمكن الفريق من الصعود إلى دوري الدرجة الأولى الألماني في موسم 2015-16 منذ 35 سنة بحيث اختتموا الموسم بالمركز 14 ليتمكنوا بذلك من البقاء واللعب الموسم التالي في دوري الدرجة الأولى موسم 2016-1.

## الوصول إلى الدوري الألماني الدرجة الأولى
بعد الظفر بلقب الريجيونال ليغا موسم 2010-11، وصل الفريق إلى دوري الدرجة الثالثة الألماني موسم 2011-12، تم تعيين ديرك شوستر لمنصب المدير الفني للنادي، ووقع دارمشتات مع كابتن الفريق ومستقبله أيتاك سولو.  في موسم 2012-13 النادي في البداية هبط ولكن أشرس منافسيه نادي كيكرز أوفنباخ  رفضوا الشروط المتبعة في بطولة الدرجة الثالثة نتيجةَ انشغال النادي ببعض الأمور الإدارية ومن ثم الهبوط إلى الريجيونال ليغا. فأخذ نادي دارمشتات مكان نادي كيكرز أوفنباخ.
في موسم 2013-14 بعد أن احتل المركز الثالث في الدوري وبالتالي، وصول الفريق للعب مباراتي الذهاب والإياب أمام أرمينيا بيليفيلد لتفادي البقاء بدوري الدرجة الثالثة وتمكن الفريق من الفوز ليضمن صعوده إلى دوري الدرجة الثانية الألماني للمرة الأولى منذ 21 عاماَ.
بعد ذلك تمكن نادي دارمشتات من مفاجئة الجميع بتأمينه للمركز الثاني والصعود إلى الدوري الألماني مجددا بعد 33 عاما.